# Paul Jeantet
Pour les articles homonymes, voir Jeantet.
Paul Jeantet (1870-1947) est un astronome et photographe scientifique français. Il travaille comme astronome auprès de Camille Flammarion et de Ferdinand Quénisset à l'Observatoire de Juvisy-sur-Orge. Il exerce comme chef du laboratoire de photographie microscopique de l’Institut Pasteur à Paris. Il est l’auteur de publications scientifiques d’enseignement et de vulgarisation.

## Biographie
Paul Joseph Jeantet naît le 9 août 1870 à Digoin en Saône-et-Loire, au début de la Guerre franco-allemande. Il est déclaré à sa naissance sous le nom de Jentet. Son père, Charles Joseph, originaire de Saint-Claude dans le Jura, occupe successivement le poste de surveillant de navigation sur le pont-canal de Digoin, puis celui de receveur principal des Contributions indirectes. Sa mère, Françoise Fournier, est issue d'une famille digoinaise implantée sur la commune depuis plusieurs générations.
Paul est le seul garçon d'une fratrie de quatre enfants. Il n'a que 6 ans lorsque son père, alors âgé de 32 ans, décède à Couches-les-Mines (Saône-et-Loire) en 1876. En 1890, à vingt ans, il est domicilié avec sa famille au 52, rue de Verneuil, à Paris 7e, et travaille alors comme employé de commerce. Il est « dispensé du service d'activité en temps de paix », en tant qu'aîné de veuve, mais accomplira néanmoins deux périodes d'exercices dans des régiments d'infanterie en 1897 et 1900.
En 1890 également, il adhère à la Société astronomique de France, dont il est le 351e membre inscrit. Il travaille aux côtés de Camille Flammarion à l'Observatoire de Juvisy-sur-Orge. Sous sa direction, il participe le 5 août 1890, avec Ferdinand Quénisset, aux observations concernant les planètes Mars, Jupiter et Vénus. Par ailleurs, il est initié à l'astronomie descriptive auprès de Flammarion et Quénisset, qui le forment à la photographie des nuages en vue de leur classification. 
En 1893, à Paris, il réside tour à tour au 97, rue des Petits-Champs , puis au 30, rue du Cherche-Midi. 
En 1895, il participe à l’installation d’un appareil photographique monté sur une lunette équatoriale dans l’appartement de Ferdinand Quénisset à Paris, au 163, avenue du Maine. 
En 1896, il cofonde avec Gaston Dujarric la revue La Photographie française. Cette année-là, il est témoin au mariage de sa jeune sœur Antoinette (1873-1915) par l'officier d'état civil et éditeur Ernest Flammarion, frère de l’astronome Camille Flammarion. Passionné de littérature, Paul Jeantet exerce alors la profession de libraire, sans pour autant délaisser la photographie.
En 1897, il s'installe au 6, rue Oudinot avec sa famille jusqu'à ce qu'il épouse une jeune parisienne, Mathilde Henriette Adrienne Charles le 17 mars 1900. C'est alors un homme de lettres et conférencier à Paris reconnu par ses pairs, nommé officier d'académie par le ministre de l'Instruction publique et des Beaux-Arts en 1900. Le couple emménage en 1901 au 44, rue de Varennes, puis l'année suivante au 88, de cette même rue.
En 1903, il devient l’adjoint du docteur Buret à la tête de la bibliothèque de l’institut Pasteur au 25 et 28, rue Dutot, puis  le remplace également comme photographe. Il est chargé de la bibliothèque de la section « Institut de chimie biologique » fondée en 1900, qui fait face à celle de « l'Institut médical ou bactériologique » fondé en 1888. La bibliothèque dont il a la charge « contient de 12 à 15 000 volumes exclusivement relatifs aux sciences chimiques et naturelles, et rend, dans les mêmes conditions, les mêmes services que son aînée ».
En 1903, il est nommé chef du laboratoire de photomicrographie de l'institut Pasteur – fondé par Émile Roux en 1889 – et à ce titre, il photographie des microbes, des reproductions de coupes anatomopathologiques, et différentes images ayant trait à la vie de Louis Pasteur. 
Dès 1904, il s'installe à proximité de l'institut Pasteur, au 62, rue Dutot. Il participe à la première exposition internationale de photomicrographie microbienne organisée en 1905 à Liège par un autre pasteurien, Jean Binot.
En 1905 et 1906, Paul Jeantet réalise plusieurs clichés de tâches et d’activités solaires, publiés dans le Bulletin de la Société astronomique de France.
En 1909, Jeantet participe en tant que photographe à l’ouvrage Les microbes de Paul-Gabriel Charpentier. Six ans après son arrivée au sein de l'institut Pasteur, il poursuit ses échanges avec son cercle d'amis astronomes, Camille Flammarion, Ferdinand Quénisset, Fernand Baldet entre autres.
En 1913, Paul Jeantet « bibliothécaire-photographe de l'Institut » est sollicité par le docteur Roux, par autorisation spéciale, pour conduire une visite de l'institut Pasteur aux anciens élèves de l'Association philotechnique.
En 1914, Paul Jeantet, séparé mais non divorcé de son épouse, vit à son domicile de la rue Dutot avec sa compagne Laure Compin lorsqu'éclate la Première Guerre mondiale. Mobilisé dès août 1914, il rejoint le service de Garde des voies de communication. À la date du 4 décembre 1914, il est détaché de ce service pour celui du Laboratoire de bactériologie de l'armée, puis le 23 septembre 1917, passe à la 22{{}}e section d'infirmiers militaires.
Dès 1917, Paul Jeantet accueille dans son foyer la nièce de Laure Compin. Née en 1915 dans le Loiret, elle ne connaîtra pas son père, Paul Prosper Compin, mort pour la France la même année. 
En 1923, il est récipiendaire, avec Jacques Duclaux, du prix Louis-Ancel. En 1924, lors de la Promotion de l'Exposition internationale d'hygiène de Strasbourg, on célèbre le centenaire de Louis Pasteur. Dans ce cadre, le ministère de l'Hygiène, de l'Assistance et de la Prévoyance sociales nomme « Jeantet (Paul-Joseph), chef du laboratoire de photographie de l'institut Pasteur à Paris », chevalier de la Légion d'honneur.[réf. incomplète]
Paul Jeantet publie dans des revues spécialisées, telles que les Comptes rendus des séances de la Société de biologie et des filiales en association avec Yves Kermorgant en 1925, et La Science et la vie en 1926. En 1927, il publie un Atlas des microbes, très remarqué.
À son décès le 3 février 1947 au 62, rue Dutot, Édouard Pozerski, connu également sous le nom de Édouard de Pomiane, lui consacre un article dans les Annales de l'institut Pasteur : journal de microbiologie. Paul Jeantet est enterré au cimetière de Montrouge.

## Publications
- Les microbes, Paul Gabriel Charpentier, 1909 ; édition augmentée d'un atlas, Paris, Rieder, 1927.
- Comptes rendus des séances de la Société de biologie et des filiales, en association avec Yves Kermorgant, 1er janvier 1925, p. 1036.
- [Article] in: La Science et la vie, 1er décembre 1926, p. 133.
- « Les plaques photographiques pour l'ultraviolet extrême. Le spectre d'absorption de l'oxygène, La dispersion de l'eau dans l'ultraviolet, La limitation du spectre solaire ultraviolet, Les Méthodes de spectographie pour l'ultraviolet, La Mesure du pouvoir rotatif du quartz dans l'ultraviolet », avec Jacques Duclaux, in: Annales de l'Institut Pasteur : journal de microbiologie Édouard Pozerski, 1er juillet 1947.